# バグマティ州
バグマティ州（バグマティしゅう、ネパール語: बागमती प्रदेश バグマティ・プラデーシュ、英語: Bagmati Province、旧称：第三州）は、ネパール東部の州。
州都はヘトウラ（2018年1月決定）。憲法改正により2015年9月20日に設置された。最大都市は同国の首都であるカトマンズ。
2021年の人口は608万4042人で、全国の21.0%を占め、7州中1位。
面積は2万300km2で、全国の13.8%を占め、7州中4位。

## 人口
- 1981年6月22日：278万1147人
- 1991年6月22日：350万5092人
- 2001年5月28日：456万9597人
- 2011年6月22日：552万9452人
- 2021年11月11日：608万4042人

## 隣接州
- 北： チベット自治区
- 東： コシ州
- 南： マデシ州
- 南西： ビハール州
- 西： ガンダキ州

## 行政区画
以下の13郡から成る。
- カトマンズ郡
- カーブレ・パランチョーク郡
- シンドゥ・パルチョーク郡
- シンドゥリ郡
- ダーディン郡
- チトワン郡
- ドラカ郡
- ヌワコート郡
- バクタプル郡
- マクワンプル郡
- ラスワ郡
- ラメチャープ郡
- ラリトプル郡

## 主要都市
- カトマンズ：100万3285人（首都）
- パタン：22万6728人
- バラトプル：14万7777人
- ヘトウラ：8万5653人（州都）
- マディヤプール・シミ（英語版）：8万4142人
- バクタプル：8万3658人
- キルティプル：6万7171人

## 交通
- ジリ空港（英語版）
- トリブバン国際空港
- バラトプル空港（英語版）
- メガウリ空港（英語版）
- ラメチャプ空港（英語版）
- ランタン空港（英語版）